# Винтолёт
Винтолёт — разновидность винтокрылых летательных аппаратов без крыльев, рулевых и толкающих винтов. Из воздушных винтов вообще имеют только несущий винт, хотя возможно наличие отдельных аэродинамических элементов подобных хвостовому оперению. Управление осуществляется движениями корпуса аппарата или тела пилота (балансирное управление), креном, тангажом и рысканием винтолёта, если конструкция винтолёта не предусматривает наличия фюзеляжа (только винт, двигатель, передаточные механизмы и подвесная система). В последнем случае ноги пилота выступают одновременно в качестве стабилизаторов и шасси летательного аппарата. Зачастую винтолёт отождествляется с автожиром, но является более объёмлющим термином. Кроме того, если автожир относится к малогабаритным воздушным судам, то винтолёт может соответствовать определению средства обеспечения индивидуальной аэромобильности и не являться воздушным судном как таковым. Все поднимавшиеся в воздух до настоящего времени винтолёты (кроме автожиров) были изготовлены в единичных экземплярах, главным образом, в экспериментальном порядке.

## История
Одним из пионеров винтолётостроения можно считать американского авиаконструктора австрийского происхождения Бруно Наглера (Bruno Nagler) собственноручно изготовившего и испытавшего ряд аппаратов такого рода, хотя сам Наглер их так не называл (в его собственной терминологии они именовались «гелипланерами» или «гелиги́рами», а пресса именовала их вертолётами или геликоптерами). Ему в частности, принадлежит первенство в создании винтолёта с реактивным приводом несущего винта. Свои эксперименты он начал ещё в 1920-е годы будучи австрийским гражданином живя в Великобритании, которые успешно продолжил после возникновения нацистской Германии, — к этому периоду относятся летательные аппараты марки Nagler-Hafner (NH) созданные в сотрудничестве с другим австрийским авиастроителем Раулем Хафнером и Nagler-Rolz (NR) совместно с Францем Рольцем, применявшиеся Люфтваффе для различных целей. После переезда в США, для реализации своих идей им была создана компания Nagler Helicopter Co., дислоцировавшаяся в Уайт-Плейнсе, штат Нью-Йорк. Первые модели переносных винтолётов (тридцатикилограммовый XNH1 Heliglider и XNH2 Heligyro) были продемонстрированы прессе и общественности в 1952 году.

## Сфера потенциального применения
Хотя некоторые авиационные эксперты (включая самого Б. Наглера) усматривали их потенциал для гражданской авиации в качестве простых и дешёвых средств бытовой аэромобильности для жителей отдалённых районов в труднодоступной местности, не требующих специальной лётной подготовки, винтолёты периода Холодной войны разрабатывались практически исключительно для военных целей (одновременно с реактивными ранцами), главным образом для форсирования водных преград и действий в горной и лесистой местности, но оказались невостребованными армейским командованием как в США и странах блока НАТО с одной стороны, так и в СССР и странах Организации Варшавского договора с другой стороны. Той же Nagler Helicopter Co. удалось получить ряд контрактов на проведение опытно-конструкторских работ, создание и испытания ряда летательных аппаратов указанного типа (самый крупный из которых реализовывался в рамках программы по созданию лёгкого разведывательного вертолёта), однако за пределы изготовления и испытания опытных прототипов дело не продвинулось.